# Estalaj
Estalaj (persiska: استلج, اَستلَج, اِستِلَج, اَستَلَچ) är en ort i Iran.   Den ligger i provinsen Qazvin, i den nordvästra delen av landet, 180 km väster om huvudstaden Teheran. Estalaj ligger 2 191 meter över havet och antalet invånare är 874.
Terrängen runt Estalaj är kuperad. Runt Estalaj är det ganska glesbefolkat, med 27 invånare per kvadratkilometer. Närmaste större samhälle är Kolanjīn, 17,1 km norr om Estalaj. Trakten runt Estalaj består i huvudsak av gräsmarker.